# Regeringen Posse
Regeringen Posse var Sveriges Regering fra 1880 til 1883. Ministeriet var udnævnt af  kong Oscar 2. af Sverige. 

## Statsminister
Arvid Posse var statsminister og leder af Kunglig Majestäts kansli. 

## Andre ministre

### Justitsministre
- Nils von Steyern (1880-1888).

### Udenrigsministre
- Carl Fredrik Hochschild (1880-1885)

### Finansministre
- Hans Forssell (1875–1880).
- Arvid Posse (1880–1881).
- Robert Themptander (1881–1886).

### Konsultative statsråd
- Robert Themptander (1880–1881).